# Geitungholmen
Geitungholmen es una pequeña isla situada en Noruega, la costa de Slemmestad, cerca de Oslo. En el oeste de esta isla, hay una reserva natural llamada Geitungsholmen. La isla más cercana a esta isla se llama Skonroken, una isla mucho más pequeña.